# 小平市
小平市（こだいらし）は、東京都の多摩地域北部に位置する市。
人口は約19万5千人(2022年8月時点)。1962年（昭和37年）市制施行。

## 地理

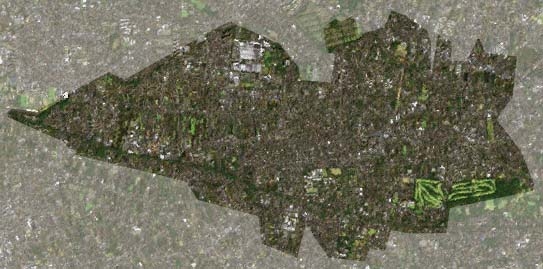
市域のランドサット衛星写真

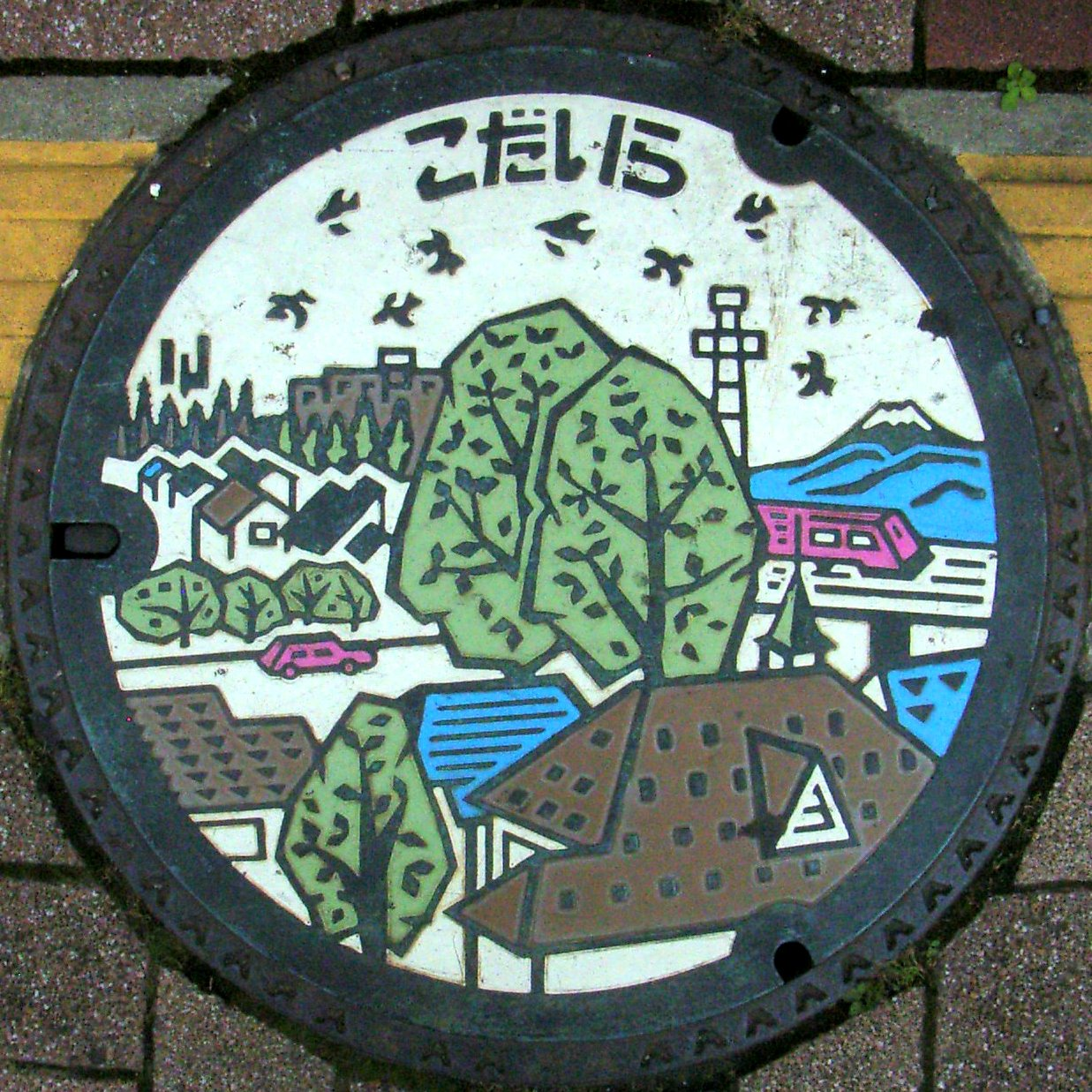
小平市のマンホール

武蔵野台地の西側に位置する。市域は底辺の長い台形の形をしており、「小平」という地名のとおり起伏はあまりない。市域の東端に石神井川の源流があるが、それ以外の地域では水を得ることが困難であった。しかし、江戸時代に玉川上水が開削され、そこから分水を取ることが可能となり、初めて開拓の条件が整った。また、新田開発により集落が形成されてきた。市内には玉川上水の遊歩道、小平霊園など緑が多い。
かつては風による被害を防ぐため屋敷林（防砂林）が植えられており、市内には保存木に指定されているものがある。1931年に今の津田町に移転した津田塾大学の最初の工事は防砂林の植樹であった。
交通は東京の中心へ向かう青梅街道、五日市街道、西武鉄道新宿線および拝島線が市を東西方向に結んでいる。また南北方向には小金井街道、府中街道に加えて、西武鉄道国分寺線、多摩湖線、JR武蔵野線が通り、所沢・国分寺方面等に連絡している。
市内で初めて鉄道が通ったのは明治時代の川越鉄道（現在の西武鉄道国分寺線）で、府中街道に近い小川駅が開設された。
市内には、旧新田時代の地名である小川、鈴木、大沼、等が残るほか、江戸時代尾張徳川家の鷹場があったことに由来するたかの台、1883年（明治16年）の明治天皇行幸に由来する御幸の地名等がある。
用水路
市内には以下の用水路が残っており、市では水や緑に触れあえる空間として保存・整備をしている。
野火止用水 - 東大和市との市境を流れる。
小川用水 - 中島町にある小川橋付近で玉川上水から分水され、青梅街道沿いの市内北東部を流れる。
砂川用水 - 五日市街道沿いを流れる。
新堀用水 - 玉川上水と並行して流れる。
田無用水 - 関東管区警察学校付近の新堀用水から分水され、小金井街道付近で鈴木用水と交差し、花小金井駅方面へ流れる。
鈴木用水 - 関東管区警察学校付近の新堀用水から分水され、鈴木街道沿いを流れる。
大沼田用水 - 回田道付近の鈴木用水から分水され、市内北東部を流れる。
野中用水 - 青梅街道付近の大沼田用水から分水され、青梅街道や東京街道沿いを流れる。
関野用水 - 新小金井街道と小金井街道の間、五日市街道の北側を流れる。

### 隣接している自治体
- 東 - 西東京市
- 北 - 東久留米市、東村山市、東大和市
- 南 - 立川市、国分寺市、小金井市

## 歴史
市域は武蔵野台地でも水利に乏しい地域で、考古遺跡は旧石器時代の鈴木遺跡や、奈良時代から平安時代の竪穴建物跡が見られる八小遺跡 がわずかに分布しているのみである。律令制下では武蔵国多摩郡に属し、官道である東山道武蔵路が、中世には鎌倉街道上道の道筋が南北に通過しているが、近世まで安定的定住は困難であったと考えられている。
1590年に徳川家康が江戸に入植したのを機に江戸城築城のための資材を運ぶ運搬路が多く整備され、青梅から江戸までを繋ぐ青梅街道も整備される。
承応元年11月（1652年）水不足解消のため老中の松平信綱によって上水の開削が計画され、翌年、1653年から工事が開始され、1654年に玉川上水が完成する。1655年に松平信綱が家臣の安松金右衛門と小畠助左衛門に命じ、玉川上水から分水した野火止用水を40日かけて完成させる。
周辺地域の水問題解消を経て、1656年に武蔵国多摩郡岸村（現武蔵村山市）の郷士、小川九郎兵衛が江戸幕府に開拓の許可を出願。1657年から小川村として開拓し、青梅街道に沿って小川用水を整備し小川新田として新田開発を行う。その後小川村を中心に諸村が形成され、青梅街道沿いに小川宿が設置された。市域では武蔵野台地で特徴的な街道をはさむ短冊形地割が残り、旧名主家の地方文書も数多く現存している。
また、延宝6年（1678年）には尾張徳川家の鷹場 が設置された。たかの街道やたかの台の地名はこれに由来する。享保の改革では一部は武蔵野新田に属していた。
明治時代以降も都心郊外の純農村地帯であった。明治時代初めの一時期、玉川上水を利用した舟運が行われ、明治期には鉄道誘致運動が盛んになった。中央線小川駅設置計画はルートが南方に変更されたため挫折したが、1894年（明治27年）に川越鉄道（西武国分寺線）の小川駅が開設され、昭和初年には西武新宿線、西武多摩湖線がそれぞれ開業した。関東大震災後には「学園都市」と銘打って現在の学園東町・学園西町付近の宅地開発が行われ、昭和初期には女子英学塾（現・津田塾大学）などの学校や病院なども設けられた。陸軍経理学校などの軍事施設も置かれ、次第に人口は増加したが、1944年に町制が敷かれた当時も大半は農地（畑）であった。
戦後、1953年（昭和28年）6月18日、立川基地を離陸した米軍輸送機が小川一丁目付近の麦畑に墜落する事故（立川基地グローブマスター機墜落事故）が起き、現場付近はその後、小平市役所庁舎などに使われた。高度成長期には都心部の住宅難に対応するため都営住宅の建設が進み、ベッドタウンとして人口が急激に増加。団地、官公庁住宅の建設や、民間による宅地開発が進み、スプロール現象も見られた。ブリヂストンや日立製作所などの工場、大学や専門学校など教育機関も増加した。1973年（昭和48年）に武蔵野線が開通。急激な都市化の進展に対して、都市基盤の整備は遅れがちであったが、下水道の敷設、駅周辺の整備や土地区画整理も行われた。2021年（令和3年）4月から建築主事を置く特定行政庁となっている。

### 行政区画の変遷
- 1656年（明暦2年） - 武蔵国多摩郡岸村（現・武蔵村山市）の郷士であった小川九郎兵衛が、江戸幕府に開拓の許可を求める出願書を届ける。
- 1657年（明暦3年） - 幕府から許可が下り、小川九郎兵衛一行が青梅街道に沿って小川用水を整備し小川新田を開墾。玉川上水と野火止用水を南北に挟んだ地域が武蔵国多摩郡小川村として開拓される。
- 1716〜1736年 - 享保の改革をきっかけに大沼田新田、野中新田与右衛門組、野中新田与左衛門組、鈴木新田、廻り田新田が次々開拓される。
- 1871年（明治4年） - 廃藩置県施行。神奈川県となる。神奈川県多摩郡。
- 1878年（明治11年） - 郡区町村編制法施行。神奈川県北多摩郡となる。
- 1889年（明治22年） - 4月1日町村制施行。小川村、小川新田、大沼田新田、野中新田与右衛門組、野中新田与左衛門組、鈴木新田、廻り田新田、以上7村が合併し、神奈川県北多摩郡小平村となる[6]。
- 1893年（明治26年） - 神奈川県から東京府へ移管。東京府北多摩郡小平村となる。
- 1943年（昭和18年） - 東京都制施行。東京府が廃止されて東京都を設置。東京都北多摩郡小平村となる。
- 1944年（昭和19年） - 2月11日町制施行。東京都北多摩郡小平町となる[6]。
- 1962年（昭和37年） - 10月1日市制施行[7]、東京都小平市となる。東京都で11番目の市、市制施行当日の人口70,634人[6]。

### 市名の由来
1889年の7村合併の際に、当時の中心であった小川村の小と周辺地域が武蔵野台地上にあり平らな土地であったことから小平の名がつけられたとされる（下水が完備されていない時期は船で移動するほどの洪水があった）。

## 人口
| |                                        |  |
| 小平市と全国の年齢別人口分布（2005年） | 小平市の年齢・男女別人口分布（2005年） |  |
| ■紫色 ― 小平市 ■緑色 ― 日本全国 | ■青色 ― 男性 ■赤色 ― 女性              |  |
| 小平市（に相当する地域）の人口の推移 \| 1970年（昭和45年） \| 137,373人 \| \| \| 1975年（昭和50年） \| 156,181人 \| \| \| 1980年（昭和55年） \| 154,610人 \| \| \| 1985年（昭和60年） \| 158,673人 \| \| \| 1990年（平成2年） \| 164,013人 \| \| \| 1995年（平成7年） \| 172,946人 \| \| \| 2000年（平成12年） \| 178,623人 \| \| \| 2005年（平成17年） \| 183,796人 \| \| \| 2010年（平成22年） \| 187,035人 \| \| \| 2015年（平成27年） \| 190,005人 \| \| \| 2020年（令和2年） \| 198,739人 \| \| |                                        |  |
| 総務省統計局 国勢調査より |                                        |  |
| 1970年（昭和45年） | 137,373人                              |  |
| 1975年（昭和50年） | 156,181人                              |  |
| 1980年（昭和55年） | 154,610人                              |  |
| 1985年（昭和60年） | 158,673人                              |  |
| 1990年（平成2年） | 164,013人                              |  |
| 1995年（平成7年） | 172,946人                              |  |
| 2000年（平成12年） | 178,623人                              |  |
| 2005年（平成17年） | 183,796人                              |  |
| 2010年（平成22年） | 187,035人                              |  |
| 2015年（平成27年） | 190,005人                              |  |
| 2020年（令和2年） | 198,739人                              |  |

### 昼夜間人口
2005年に夜間人口（居住者）は183,775人であるが、市外からの通勤者と通学生および居住者のうちの市内に昼間残留する人口の合計である昼間人口は160,499人で昼は夜の0.873倍の人口になる。夜間に比べて昼の人口は2万3千人ほど減ることになる。通勤者・通学生で見ると市内から市外へ出る通勤者52,528人、市外から市内へ入る通勤者は28,485人と通勤者では市外へ出る通勤者のほうが多く、しかし学生では市外から市内へ入る通学生は11,109人で市内から市外に出る通学生10,342人と学生では出入りは拮抗している。東京都編集『東京都の昼間人口2005』平成20年発行154 - 155ページ　国勢調査では年齢不詳のものが東京都だけで16万人いる。上のグラフには年齢不詳のものを含め、昼夜間人口に関しては年齢不詳の人物は数字に入っていないので数字の間に誤差は生じる）

## 地域

### 町名
小平市では、一部の区域で住居表示に関する法律に基づく住居表示が実施されている。住居表示実施前の町名等欄で下線がある町名はその全部、それ以外はその一部であり、町名の末尾に数字がある場合には丁目を表す。なお、天神町二丁目には一部に住居表示未実施の区域がある。

### 小平市役所管内
| 町名               | 町区域新設年月日 | 住居表示実施年月日 | 住居表示実施前の町名等      | 備考 |
| ------------------ | ---------------- | ------------------ | --------------------------- | ---- |
| 中島町             | 1962年10月1日    | 1989年10月1日      | 中島町                      |      |
| 上水新町一丁目     | 1987年10月1日    | 1987年10月1日      | 上水新町                    |      |
| 上水新町二丁目     | 1987年10月1日    | 1987年10月1日      | 上水新町                    |      |
| 上水新町三丁目     | 1987年10月1日    | 1987年10月1日      | 上水新町                    |      |
| たかの台           | 1962年10月1日    | 1979年10月1日      | たかの台                    |      |
| 小川町一丁目       | 1962年10月1日    | 未実施             |                             |      |
| 小川町二丁目       | 1962年10月1日    | 未実施             |                             |      |
| 栄町一丁目         | 1997年10月1日    | 1997年10月1日      | 栄町                        |      |
| 栄町二丁目         | 1997年10月1日    | 1997年10月1日      | 栄町                        |      |
| 栄町三丁目         | 1997年10月1日    | 1997年10月1日      | 栄町                        |      |
| 小川西町一丁目     | 1985年10月1日    | 1985年10月1日      | 小川西町                    |      |
| 小川西町二丁目     | 1985年10月1日    | 1985年10月1日      | 小川西町                    |      |
| 小川西町三丁目     | 1985年10月1日    | 1985年10月1日      | 小川西町                    |      |
| 小川西町四丁目     | 1985年10月1日    | 1985年10月1日      | 小川西町                    |      |
| 小川西町五丁目     | 1985年10月1日    | 1985年10月1日      | 小川西町                    |      |
| 小川東町           | 1962年10月1日    | 未実施             |                             |      |
| 小川東町一丁目     | 1984年10月1日    | 1984年10月1日      | 小川東町                    |      |
| 小川東町二丁目     | 1984年10月1日    | 1984年10月1日      | 小川東町                    |      |
| 小川東町三丁目     | 1984年10月1日    | 1984年10月1日      | 小川東町                    |      |
| 小川東町四丁目     | 1984年10月1日    | 1984年10月1日      | 小川東町                    |      |
| 小川東町五丁目     | 1984年10月1日    | 1984年10月1日      | 小川東町                    |      |
| 上水本町一丁目     | 1988年10月1日    | 1988年10月1日      | 上水本町                    |      |
| 上水本町二丁目     | 1988年10月1日    | 1988年10月1日      | 上水本町                    |      |
| 上水本町三丁目     | 1988年10月1日    | 1988年10月1日      | 上水本町                    |      |
| 上水本町四丁目     | 1988年10月1日    | 1988年10月1日      | 上水本町                    |      |
| 上水本町五丁目     | 1988年10月1日    | 1988年10月1日      | 上水本町                    |      |
| 上水本町六丁目     | 1988年10月1日    | 1988年10月1日      | 上水本町                    |      |
| 上水南町一丁目     | 1982年10月1日    | 1982年10月1日      | 上水南町                    |      |
| 上水南町二丁目     | 1982年10月1日    | 1982年10月1日      | 上水南町                    |      |
| 上水南町三丁目     | 1982年10月1日    | 1982年10月1日      | 上水南町                    |      |
| 上水南町四丁目     | 1982年10月1日    | 1982年10月1日      | 上水南町                    |      |
| 喜平町一丁目       | 1980年10月1日    | 1980年10月1日      | 喜平町、学園西町1           |      |
| 喜平町二丁目       | 1980年10月1日    | 1980年10月1日      | 喜平町                      |      |
| 喜平町三丁目       | 1980年10月1日    | 1980年10月1日      | 喜平町                      |      |
| 津田町一丁目       | 1979年10月1日    | 1979年10月1日      | 津田町                      |      |
| 津田町二丁目       | 1979年10月1日    | 1979年10月1日      | 津田町                      |      |
| 津田町三丁目       | 1979年10月1日    | 1979年10月1日      | 津田町                      |      |
| 学園西町一丁目     | 1977年10月1日    | 1977年10月1日      | 学園西町                    |      |
| 学園西町二丁目     | 1977年10月1日    | 1977年10月1日      | 学園西町                    |      |
| 学園西町三丁目     | 1977年10月1日    | 1977年10月1日      | 学園西町                    |      |
| 学園東町           | 1962年10月1日    | 未実施             |                             |      |
| 学園東町一丁目     | 1981年10月1日    | 1981年10月1日      | 学園東町                    |      |
| 学園東町二丁目     | 1981年10月1日    | 1981年10月1日      | 学園東町                    |      |
| 学園東町三丁目     | 1981年10月1日    | 1981年10月1日      | 学園東町                    |      |
| 仲町               | 1962年10月1日    | 未実施             |                             |      |
| 美園町一丁目       | 1985年10月1日    | 1985年10月1日      | 美園町                      |      |
| 美園町二丁目       | 1985年10月1日    | 1985年10月1日      | 美園町                      |      |
| 美園町三丁目       | 1985年10月1日    | 1985年10月1日      | 美園町                      |      |
| 回田町             | 1962年10月1日    | 未実施             |                             |      |
| 御幸町             | 1962年10月1日    | 未実施             |                             |      |
| 鈴木町一丁目       | 1962年10月1日    | 未実施             |                             |      |
| 鈴木町二丁目       | 1962年10月1日    | 未実施             |                             |      |
| 天神町一丁目       | 2013年10月1日    | 2013年10月1日      | 天神町1                     |      |
| 天神町二丁目※      | 2013年10月1日    | 2013年10月1日      | 天神町2、大沼町1            |      |
| 天神町三丁目       | 2013年10月1日    | 2013年10月1日      | 天神町2                     |      |
| 天神町四丁目       | 2013年10月1日    | 2013年10月1日      | 天神町1                     |      |
| 大沼町一丁目       | 2012年10月1日    | 2012年10月1日      | 大沼町1                     |      |
| 大沼町二丁目       | 2012年10月1日    | 2012年10月1日      | 大沼町2                     |      |
| 大沼町三丁目       | 2012年10月1日    | 2012年10月1日      | 大沼町2                     |      |
| 大沼町四丁目       | 2012年10月1日    | 2012年10月1日      | 大沼町2                     |      |
| 大沼町五丁目       | 2012年10月1日    | 2012年10月1日      | 大沼町1、大沼町2、花小金井5 |      |
| 大沼町六丁目       | 2012年10月1日    | 2012年10月1日      | 大沼町1                     |      |
| 大沼町七丁目       | 2012年10月1日    | 2012年10月1日      | 大沼町1                     |      |
| 花小金井南町一丁目 | 1962年10月1日    | 1983年10月1日      | 花小金井南町1、花小金井1    |      |
| 花小金井南町二丁目 | 1962年10月1日    | 1983年10月1日      | 花小金井南町2、花小金井2    |      |
| 花小金井南町三丁目 | 1962年10月1日    | 1983年10月1日      | 花小金井南町3               |      |
| 花小金井一丁目     | 1962年10月1日    | 1982年10月1日      | 花小金井1                   |      |
| 花小金井二丁目     | 1962年10月1日    | 1991年10月1日      | 花小金井2                   |      |
| 花小金井三丁目     | 1962年10月1日    | 1992年10月1日      | 花小金井3                   |      |
| 花小金井四丁目     | 1962年10月1日    | 1992年10月1日      | 花小金井4                   |      |
| 花小金井五丁目     | 1962年10月1日    | 1993年10月1日      | 花小金井5                   |      |
| 花小金井六丁目     | 1962年10月1日    | 1993年10月1日      | 花小金井6、天神町1          |      |
| 花小金井六丁目     | 1962年10月1日    | 2005年10月1日      | 花小金井6                   |      |
| 花小金井七丁目     | 2012年10月1日    | 2012年10月1日      | 花小金井6、天神町1          |      |
| 花小金井八丁目     | 2012年10月1日    | 2012年10月1日      | 花小金井5、大沼町1、天神町2 |      |

1. ↑  回田道より西側の区域が未実施であり、2013年の天神町住居表示ではその実施対象外とされた。当該区域は、次期住居表示で新設される仲町三丁目（予定）の一部とすることが答申されている（実施時期は未定）。
2. 1 2 3 4 5 6  以前に住居表示実施の対象とならなかった区域の全部又は一部。

### 住宅団地
- 国家公務員共済組合連合会喜平町団地平成19年廃止：小平都市計画事業（一団地の住宅施設）
- 都市再生機構小川町団地 - 昭和45年：小平都市計画事業（一団地の住宅施設）
- 防衛庁鈴木町団地 - 昭和46年：小平都市計画事業（一団地の住宅施設）
- 都市再生機構小平団地、昭和40年
- 武蔵野団地
- プラウドシーズン花小金井（全250戸、野村不動産）
- エステート上水本町（旧住宅・都市整備公団）、中庭型、1984年
- グリーンコートレジデンス （伊藤忠都市開発・日本綜合地所）、2012年
- ファインコート花小金井一丁目（三井不動産）、2014年

### 郵便
郵便番号
- 187-00xx - 小平郵便局管轄

## 行政

### 市長
- 小林洋子（2021年4月11日就任、2期目)

### 歴代村長
- 斉藤忠輔 1889年5月〜1890年2月
- 宮寺熊右衛門 1890年3月〜1892年3月
- 高橋恭寿 1892年3月〜1896年3月
- 当麻朝正 1896年4月〜1896年12月
- 高橋恭寿 1897年1月〜1914年9月
- 小野房次郎 1914年12月〜1916年5月
- 小川良助 1920年12月〜1937年3月(死去)
- 小野熊太郎 1937年3月〜1940年5月
- 溪桂岩 1940年6月〜1943年3月
- 小野熊太郎 1943年3月〜1944年2月

### 歴代町長
- 小野熊太郎 1944年2月〜1946年11月
- 小川睦郎 1947年4月〜1962年9月30日

### 歴代市長
特記なき場合『日本の歴代市長 : 市制施行百年の歩み』などによる。
| 代 | 氏名     | 就任                      | 退任                      | 備考                                                 |
| -- | -------- | ------------------------- | ------------------------- | ---------------------------------------------------- |
| 1  | 小川睦郎 | 1962年（昭和37年）10月1日 | 1967年（昭和42年）4月30日 | 小平市名誉市民第2号、中野区出身。                    |
| 2  | 大島宇一 | 1967年（昭和42年）5月1日  | 1983年（昭和58年）4月30日 | 小平市名誉市民第3号、茨城県下妻市出身。              |
| 3  | 瀬沼永真 | 1983年（昭和58年）5月1日  | 1993年（平成5年）3月3日   |                                                      |
| 4  | 前田雅尚 | 1993年（平成5年）4月11日  | 2005年（平成17年）4月10日 |                                                      |
| 5  | 小林正則 | 2005年（平成17年）4月11日 | 2021年（令和3年）4月10日  | 全国で唯一、社会民主連合に党員歴のある首長であった。 |
| 6  | 小林洋子 | 2021年（令和3年）4月11日  | 現職                      | 市政初の女性市長。                                   |

### 財政
- 財政規模（平成23年度決算）
  - 歳入総額 581億9248万円
  - 歳出総額 563億5622万円
- 財政力指数 0.976

### 広域行政
- 多摩北部都市広域行政圏協議会
多摩地域北東部の西東京市、東村山市、清瀬市、東久留米市、および本市の5市で施設の相互利用、イベントの共同開催などを行っている。通称「多摩六都」。「六都」とは西東京市が合併する前の田無市、保谷市を含めたもので、合併後も名称が継承されている。
- 多摩六都科学館組合
西東京市、東村山市、清瀬市、東久留米市、および本市の5市で運営。施設は西東京市にある。
- 東京都十一市競輪事業組合
八王子市、武蔵野市、青梅市、昭島市、調布市、町田市、小金井市、日野市、東村山市、国分寺市、および本市の11市で京王閣競輪を開催している。施設は調布市にある。
- 東京都四市競艇事業組合
日野市、東村山市、国分寺市、および本市の4市で多摩川競艇を開催している。事務所は調布市に、施設は府中市にある。
- 昭和病院企業団
小金井市、東村山市、東久留米市、清瀬市、東大和市、西東京市、および本市の7市で地域中核医療として公立昭和病院を運営している（かつて構成市だった、武蔵野市、国分寺市、および武蔵村山市は脱退）。施設は小平市花小金井8丁目にある。
- 小平・村山・大和衛生組合
武蔵村山市、東大和市、および本市の3市が構成する一部事務組合で、3市が排出する廃棄物の処理を目的として清掃工場を運営している。施設は小平市中島町にある。
- 湖南衛生組合
- 東京たま広域資源循環組合
- 東京市町村総合事務組合
- 東京都市町村職員共済組合
- 東京都市町村職員退職手当組合
- 東京都市町村議会議員公務災害補償等組合
- 東京都国民健康保険団体連合会
- 東京都後期高齢者医療広域連合
- 東京都市公平委員会
- （公財）東京市町村自治調査会
- （公財）東京都区市町村振興協会

### 自治体交流
- 北海道留萌郡小平町（おびらちょう）（留萌振興局）
  - 同名の自治体というよしみから、1978年7月1日に姉妹都市を締結。また1996年には小平（こだいら）郵便局と小平（おびら）郵便局も、全国でもまれな友好姉妹郵便局提携をした。

## 議会

### 東京都議会
2025年東京都議会議員選挙
- 選挙区：小平市選挙区
- 定数：2人
- 投票日：2025年6月22日
- 当日有権者数：158,247人
- 投票率：45.82％

| 候補者名 | 当落 | 年齢 | 所属党派           | 新旧別 | 得票数   |
| -------- | ---- | ---- | ------------------ | ------ | -------- |
| 松岡篤   | 当   | 40   | 都民ファーストの会 | 新     | 25,263票 |
| 竹井庸子 | 当   | 59   | 立憲民主党         | 現     | 22,049票 |
| 磯山亮   | 落   | 45   | 自由民主党         | 現     | 14,981票 |
| 大塚貴一 | 落   | 49   | 再生の道           | 新     | 9,322票  |

2021年東京都議会議員選挙
- 選挙区：小平市選挙区
- 定数：2人
- 投票日：2021年7月4日
- 当日有権者数：161,141人

| 候補者名 | 当落 | 年齢 | 所属党派   | 新旧別 | 得票数 |
| -------- | ---- | ---- | ---------- | ------ | ------ |
| 竹井庸子 | 当   | 55   | 立憲民主党 | 新     | 無投票 |
| 磯山亮   | 当   | 41   | 自由民主党 | 新     | 無投票 |

2017年東京都議会議員選挙
- 選挙区：小平市選挙区
- 定数：2人
- 投票日：2017年7月2日
- 当日有権者数：154,302人
- 投票率：48.03％

| 候補者名 | 当落 | 年齢 | 所属党派           | 新旧別 | 得票数   |
| -------- | ---- | ---- | ------------------ | ------ | -------- |
| 佐野郁夫 | 当   | 61   | 都民ファーストの会 | 新     | 31,844票 |
| 高橋信博 | 当   | 70   | 自由民主党         | 現     | 15,535票 |
| 斉藤敦   | 落   | 50   | 民進党             | 現     | 15,238票 |
| 鈴木大智 | 落   | 34   | 日本共産党         | 新     | 10,454票 |

### 衆議院
- 選挙区：東京19区（小平市、国分寺市、国立市）
- 任期：2024年10月27日 - 2028年10月26日
- 投票日：2024年10月27日
- 当日有権者数：333,279人
- 投票率：60.25％

| 当落 | 候補者名     | 年齢 | 所属党派     | 新旧別 | 得票数   | 重複 |
| ---- | ------------ | ---- | ------------ | ------ | -------- | ---- |
| 当   | 末松義規     | 67   | 立憲民主党   | 前     | 76,899票 | ○    |
| 比当 | 松本洋平     | 51   | 自由民主党   | 前     | 74,435票 | ○    |
|      | 吉田圭一郎   | 32   | 日本維新の会 | 新     | 23,289票 | ○    |
|      | 井手重美津子 | 32   | 日本共産党   | 新     | 20,417票 |      |

## 産業
産業分類別の就業人口比率は以下のとおり（2000年現在）
- 一次産業 1.2%
- 二次産業 23.7%
- 三次産業 72.8%

### 第一次産業
野菜、果樹、花・植木が栽培されている。特産品はうどと梨、ブルーベリー。特にブルーベリーは、経済栽培が小平で始まったことから、市を代表する特産品となっている。東京都小平市・山梨県北杜市・茨城県つくば市が「日本三大ブルーベリー」の地として有名である。

### 第二次産業
- HYSエンジニアリングサービス本社
- 日立国際電気東京事業所
- ルネサス エレクトロニクス武蔵事業所 - 元日立製作所武蔵工場。
- ブリヂストン東京工場
- ロイ電器本社
- 第一屋製パン本社・小平工場（小川東町） - パン・洋菓子の製造・販売会社。2009年6月、本店を大田区から小平工場内に移転。
- パンピー食品本社・東京工場
- あけぼのパン東京工場 - フジパングループの製パン会社
- 有楽製菓本社・工場

### 第三次産業
- オトナリウム本社
- スタジオ・タージ本社
- 東京音楽センター本社

#### スーパー、ディスカウントストア
いなげや
- 小平学園西町店
- 小平回田店
- 小平小川橋店
- 花小金井駅前店
- ina21小平天神店
- ina21小平鈴木町店

西友
- 小平店
- 花小金井店
- 東大和店（小川町一丁目）

スーパーあまいけ
- 小平店
- 一ツ橋学園店
- 小川店

業務スーパー
- 小平店
- たかの台店

ビッグ・エー
- 小平鈴木店
- 小平団地店
- 小平学園東町店

コープみらい
- 小川西町店
- 鷹の台店
- 回田町店
- 花小金井店

ローソンストア100
- 小平仲町店
- 小川西町店
- 一橋学園駅前店
- 花小金井店
- 花小金井南町店

- イオンフードスタイル小平店  (旧・ダイエー小平店）
- ロピア 小平店（アクロスプラザ小平 内）
- ヤオコー 小平回田店
- サミットストア 小平上水本町店
- TAIRAYA 小平店
- マミーマート 小平小川店
- ピーコックストア 花小金井店
- ドン・キホーテ 小平店
- アイムササマ
- でぃすかうんとつるだい 小平店
- 小野商事
- ファーストアウトレット
- Ｒショップ
- ベスト
- いすず屋
- まるやす商店

#### その他の商業施設
- ゲオ小平小川町店
- ブックオフ花小金井店
- オリオン書房 小平店
- 古本市場 小平店

- アクロスプラザ小平
- コジマ×ビックカメラ 小平店
- ノジマ イオンフードスタイル小平店
- PCデポスマートライフ 花小金井店
- ユニクロ 小平鈴木店
- コーナン小平店
- 小平家具センター

## 公共機関
- 法務省

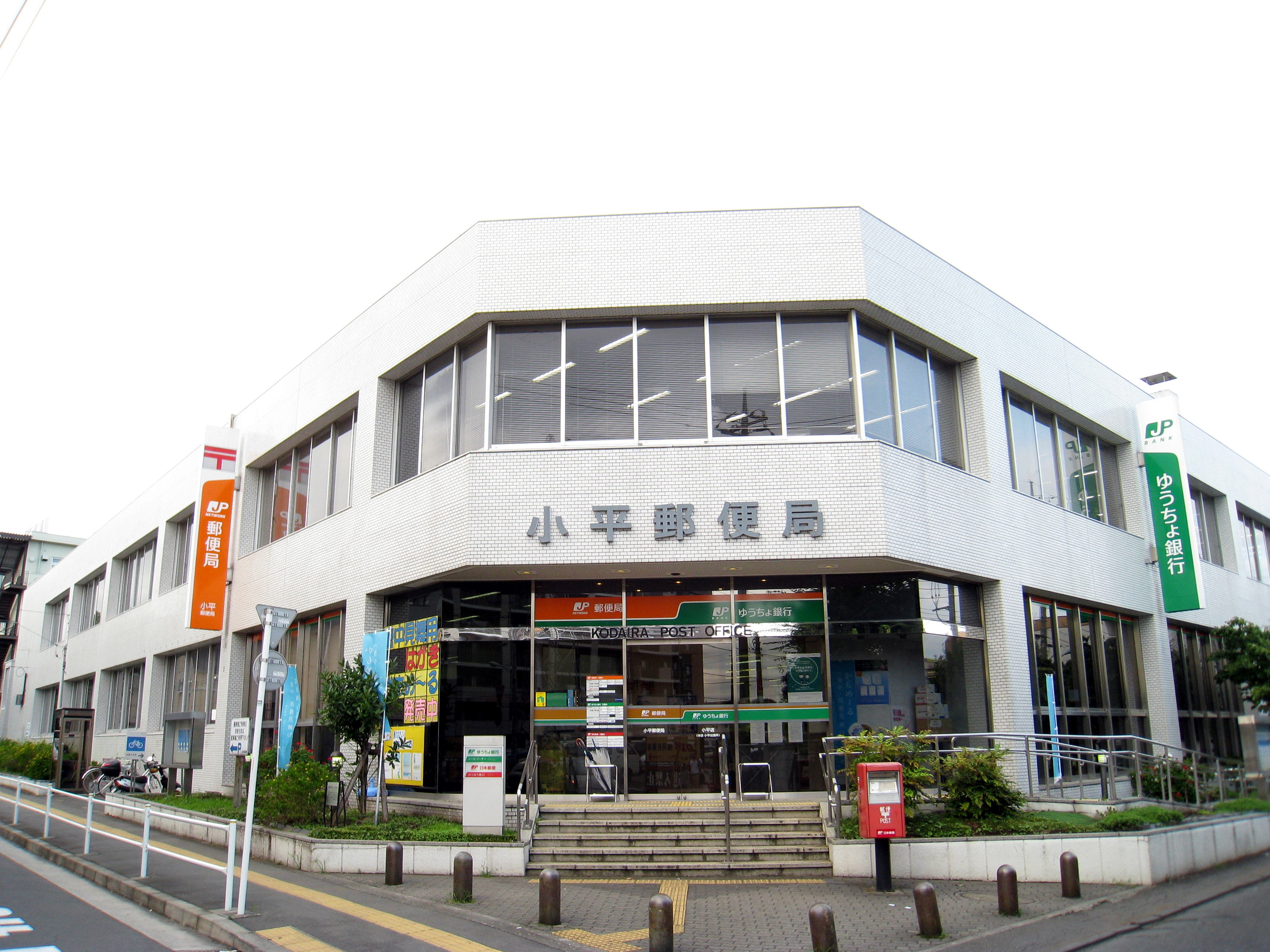
小平郵便局

  - 公安調査庁関東公安調査局国立駐在官室北部駐在（所在地非公表）
- 防衛省
  - 陸上自衛隊小平駐屯地（小平学校、第305基地システム通信中隊小平派遣隊、第126地区警務隊小平連絡班）（喜平町2-3-1）（旧・業務学校、調査学校）
- 厚生労働省
  - 立川公共職業安定所こだいら就職情報室（学園東町1-19-13 福祉会館3階）
- 警察庁
  - 関東管区警察学校（喜平町2-5-1）
- 東京都
  - 警視庁小平警察署（小川町2-1265-1）
  - 東京消防庁小平消防署（仲町21）特別消火中隊・救急隊1
    - 小川出張所（小川町1-208-1）救急隊1
    - 花小金井出張所（花小金井6-12-1）救急隊1

  - 東京都小平都税支所（花小金井1-6-1、小平合同庁舎内）
  - 水道局小平サービスステーション（花小金井1-6-1、小平合同庁舎内）
  - 水道局小川浄水所（小川町1-847）災害時給水ステーション
  - 水道局上水南浄水所（上水南町3-12-36）災害時給水ステーション
  - 水道局津田二号水源（津田町3-39-3）災害時給水ステーション
  - 東京都多摩建築指導事務所 建築指導第二課（花小金井1-6-1、小平合同庁舎内）
  - 東京都農業振興事務所中央農業改良普及センター（花小金井1-6-1、小平合同庁舎内）
  - 教育庁西部学校経営支援センター支所（花小金井1-6-1、小平合同庁舎内）
  - 東京都多摩小平保健所（花小金井1-31-24）
  - 東京都小平児童相談所（花小金井1-31-24）
  - 東京都健康安全研究センター薬用植物園（中島町21-1）
  - 東京都北多摩北部建設事務所小平工区（小川町1-1091）
  - 住宅供給公社小平窓口センター（小川町1-8-1-108）
- 国立研究開発法人国立精神・神経医療研究センター病院（旧・国立武蔵療養所、武蔵病院）
- 国立研究開発法人農業・食品産業技術総合研究機構
  - 動物衛生研究部門海外病研究拠点（上水本町6-20-1）
- 独立行政法人農林水産消費安全技術センター
  - 本部農薬検査部・小平総務分室（鈴木町2-772）
- 独立行政法人都市再生機構
  - 東日本賃貸住宅本部北多摩住宅管理センター小平団地管理サービス事務所（喜平町3-3-2-25）
- 独立行政法人大学改革支援・学位授与機構（学園西町1-29-1）
- 日本郵政グループ
  - 日本郵便株式会社小平郵便局
  - ゆうちょ銀行小平店（正式名称：本店小平出張所）

## 公共施設
- 千代田区
  - 千代田区花小金井学園（花小金井運動施設）（花小金井南町3-2-7）
- 国分寺市
  - 国分寺市民スポーツセンター（上水本町6-22-1）
- 小金井市
  - 小金井市テニスコート場（上水南町3-12-32）

### 公園
- 小金井公園（小金井市と一部が小平市、西東京市、武蔵野市にわたる都立広域公園）
- 小平中央公園
- 小平東部公園
- たけのこ公園
- あじさい公園

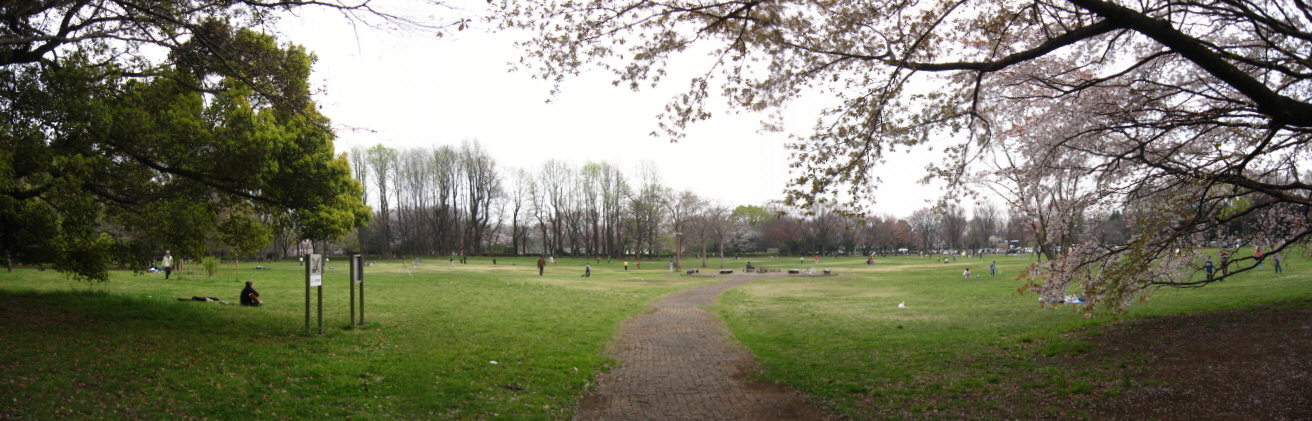
小金井公園

### 美術館・博物館等
- 小平市平櫛田中彫刻美術館（文化勲章受章者の平櫛田中は、小平市名誉市民第1号）
- 東京都薬用植物園

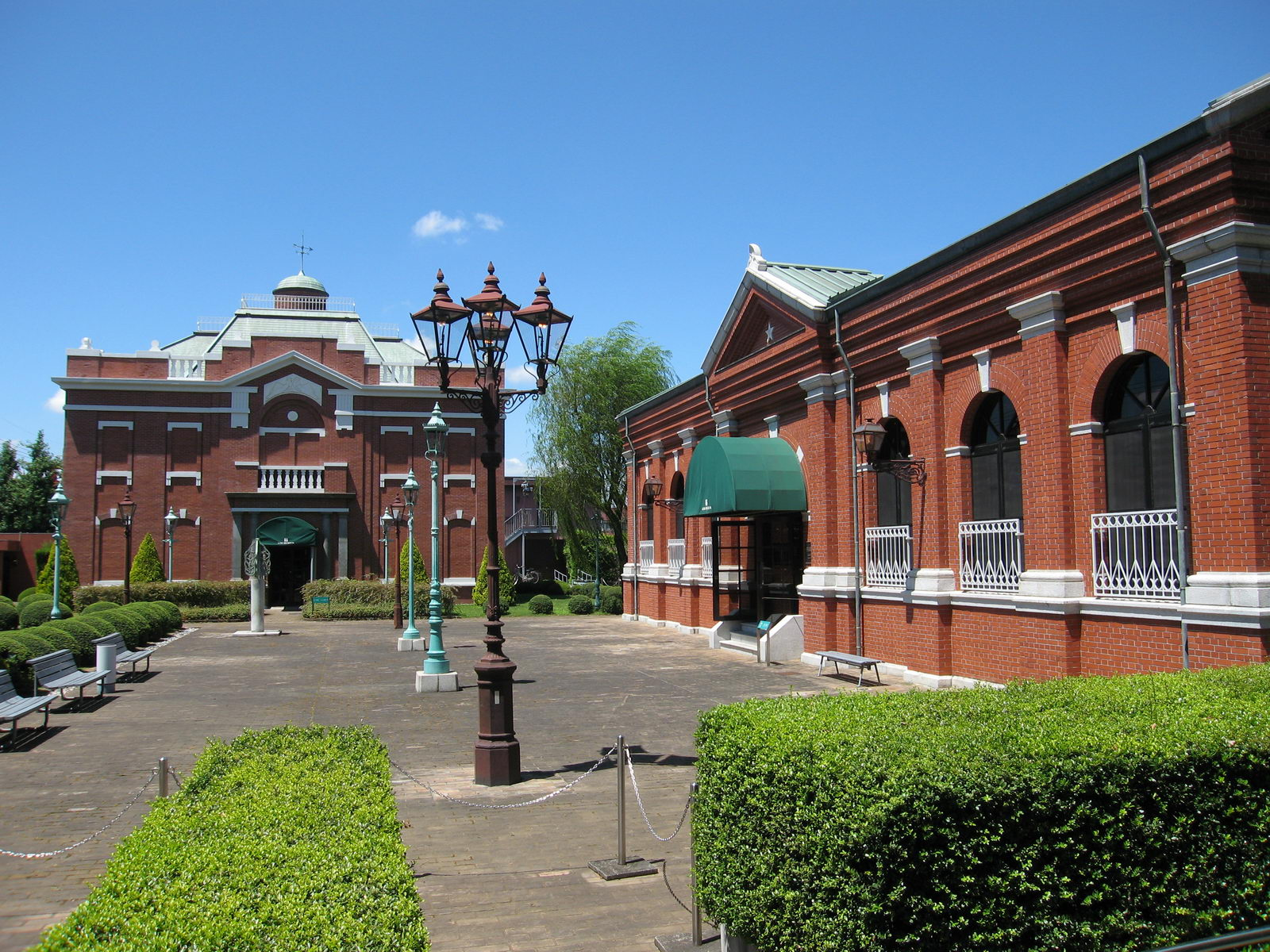
GAS MUSEUM がす資料館
- 小平ふるさと村
  - 1908年に建てられた旧小川郵便局舎等が移築されている
- 鈴木遺跡資料館
- ふれあい下水道館

- GAS MUSEUM がす資料館

### 図書館
- 小平市立図書館 - 市内に8館と3分室があり、2016年度で123万4,862点の資料を所蔵する[10]。小平市在住・在勤・在学者および東村山市、西東京市、清瀬市、東久留米市、立川市、国分寺市在住者は図書館利用カードの登録・貸出が可能[11]。
  - 中央図書館（小川町二丁目、市役所西側）
  - 仲町図書館（仲町。なかまちテラス）
  - 花小金井図書館（花小金井一丁目、東部出張所・東部市民センター集会室を併設）
  - 小川西町図書館（小川西町四丁目、西部出張所・小川西町公民館を併設）
  - 喜平図書館（喜平町三丁目、小平団地南側）
  - 上宿図書館（小川町一丁目）
  - 津田図書館（津田町三丁目、津田公民館を併設）
  - 大沼図書館（大沼町一丁目、大沼公民館を併設）
  - 花小金井北分室（花小金井五丁目）
  - 小川分室（小川町一丁目、小川公民館内）
  - 上水南分室（上水南町一丁目、上水南公民館内）

### イベントホール
- ルネこだいら（小平市民文化会館）

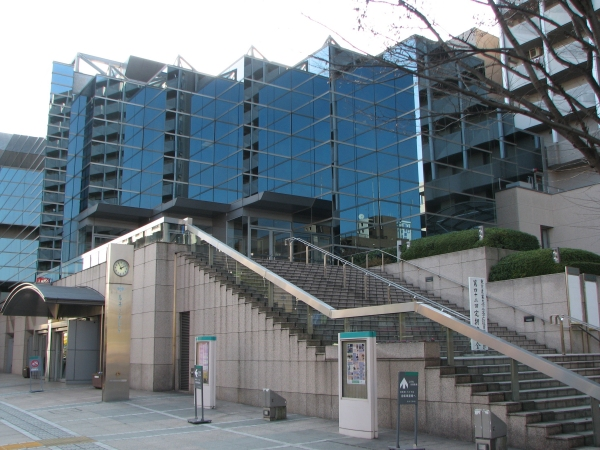
ルネこだいら

### レジャー施設
- 小金井カントリー倶楽部
  - 1937年10月3日開場、戦前からあるゴルフ場
- テルメ小川（天然温泉）
- スーパー銭湯 おふろの王様花小金井店（天然温泉）
- こもれびの足湯[12]（清掃工場の温熱による公共足湯施設）
- 小平市東部公園プール
- 小平市萩山公園プール
- 小平市民総合体育館 室内温水プール

### 霊園
- 小平霊園
  - 野口雨情、壺井栄、宮本百合子、伊藤整、添田唖蝉坊、佐々木味津三、小川未明、佐分利信、西ノ海嘉治郎、柳宗悦、有吉佐和子、頼近美津子などの墓所がある。
  - 霊園は東村山市・小平市・東久留米市にわたっているが、敷地の大部分と霊園管理事務所は東村山市側にあり、霊園管理事務所の住所である「東村山市萩山町」が霊園所在地となる[13]。

## 教育

### 小学校
市立
- 小平第一小学校
- 小平第二小学校
- 小平第三小学校
- 小平第四小学校
- 小平第五小学校
- 小平第六小学校
- 小平第七小学校
- 小平第八小学校
- 小平第九小学校
- 小平第十小学校

- 小平第十一小学校
- 小平第十二小学校
- 小平第十三小学校
- 小平第十四小学校
- 小平第十五小学校
- 花小金井小学校
- 学園東小学校
- 上宿小学校
- 鈴木小学校

私立
- サレジオ小学校
- 東京創価小学校

### 中学校
市立
- 小平第一中学校
- 小平第二中学校
- 小平第三中学校
- 小平第四中学校
- 小平第五中学校
- 小平第六中学校
- 花小金井南中学校
- 上水中学校

私立
- 白梅学園清修中学校
- サレジオ中学校
- 創価中学校

### 高等学校
都立
- 小平高等学校
- 小平西高等学校
- 小平南高等学校

私立
- 錦城高等学校
- 創価高等学校
- 白梅学園高等学校

### 大学・短期大学

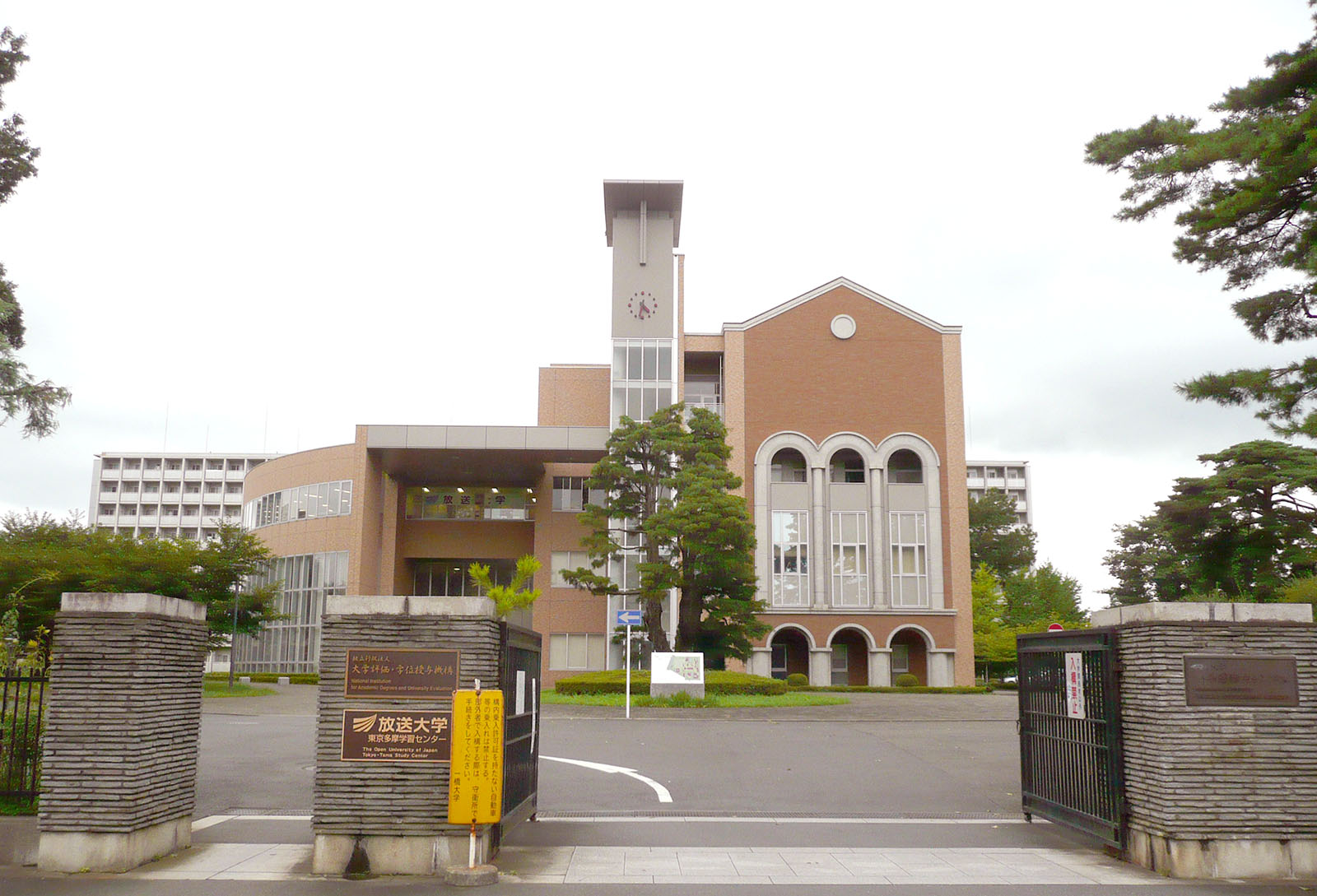
一橋大学 小平国際キャンパス

国立
- 一橋大学 小平国際キャンパス

私立
- 嘉悦大学
- 津田塾大学
- 白梅学園大学、白梅学園短期大学
- 武蔵野美術大学
- 放送大学 東京多摩学習センター
- 文化学園大学 小平国際学生会館

### 専修学校
- 国土建設学院（学校法人 明倫館） - 2011年9月廃止認可。現存せず
- 国際ビジネス専門学校（学校法人 啓倫学園）- 2015年3月閉校
- 国際パティシエ調理師専門学校（学校法人 啓倫学園）
- 国際健康植物科学専門学校（学校法人 啓倫学園）
- 西東京調理師専門学校（学校法人 啓倫学園）- 2011年度より立川市へ移転

### 特別支援学校
- 東京都立小平特別支援学校

### 各種学校
- 朝鮮大学校（学校法人東京朝鮮学園）

### インターナショナル・スクール
- マルバーン・カレッジ東京 - 2023年9月、文化学園大学小平キャンパス跡地に開校予定[14]。

### 学校教育以外の施設
- （独法）高齢・障害・求職者雇用支援機構 職業能力開発総合大学校（小平キャンパス）（職業能力開発促進法に基づく施設）
- 東京障害者職業能力開発校（職業能力開発促進法に基づく、国立・都営の公共職業能力開発施設）
- 国土交通大学校（国土交通省の文教研修施設）
- 陸上自衛隊小平学校
- 関東管区警察学校（警察庁の研修施設）

## マスメディア
- 現在、市内に常駐しているマスメディアはない。
  - 過去に中日新聞東京本社（東京新聞）が小平通信部を置いていた（2009年1月1日廃止）。
- 小平市内で宅配される新聞の地域面
三大紙（朝日新聞、毎日新聞、読売新聞）では、小平市と西東京市の境界付近がおおむね「多摩」版と「武蔵野」版の分岐点となっている。毎日、読売の場合は市内全域で「多摩」版が配達されるが、朝日の場合は市西部では「多摩」版が、市東部では「むさしの」版が配達される。なお、宅配と駅・コンビニでの即売とは流通経路が異なるため、同じ地域に複数の版が混在する場合もある。
- エフエム西東京（84.2 MHz）
小平市向けに、以下の番組を放送中。
「矢野孝幸のはなこがねいろ」（毎週土曜日、22:00-23:00）

## 交通

### 鉄道
線路が小平市や隣接の東村山市、国分寺市にまたがり複雑に入り組んでいる。
東日本旅客鉄道（JR東日本）
 武蔵野線
- - 新小平駅 -

- 武蔵野線は市内では新小平駅付近を除き地下（東村山トンネル・小平トンネル）を通っている。

西武鉄道
新宿線
- - 花小金井駅 - 小平駅 -

多摩湖線
- - 一橋学園駅 - 青梅街道駅 -

国分寺線
- - 鷹の台駅 - 小川駅 -

拝島線
- 小平駅 -（東村山市）- 小川駅 -

- 市役所最寄り駅：青梅街道駅
- 市境付近には西武鉄道拝島線の萩山駅（東村山市）・東大和市駅（東大和市）・玉川上水駅（立川市）、多摩湖線の八坂駅（東村山市）、国分寺線恋ヶ窪駅（国分寺市）があり、市内への交通手段となっている。
- 西武鉄道拝島線の玉川上水駅（立川市）は多摩都市モノレール玉川上水駅（東大和市）と直結しており、多摩地区南部方面への交通手段となっている。

### バス
市域の広さに比べバス事業者の数は多い。事業者の枠を超えて小平市公共交通マップがつくられている ほか、市内を走るバス・タクシー事業者が集まるイベント「バスとタクシーのひろば in 小平」（小平市ほか主催）が5月にブリヂストン東京工場駐車場にて開催されている(第3日曜日に実施の場合は新東京自動車教習所で実施)。
- 都営バス（青梅支所）

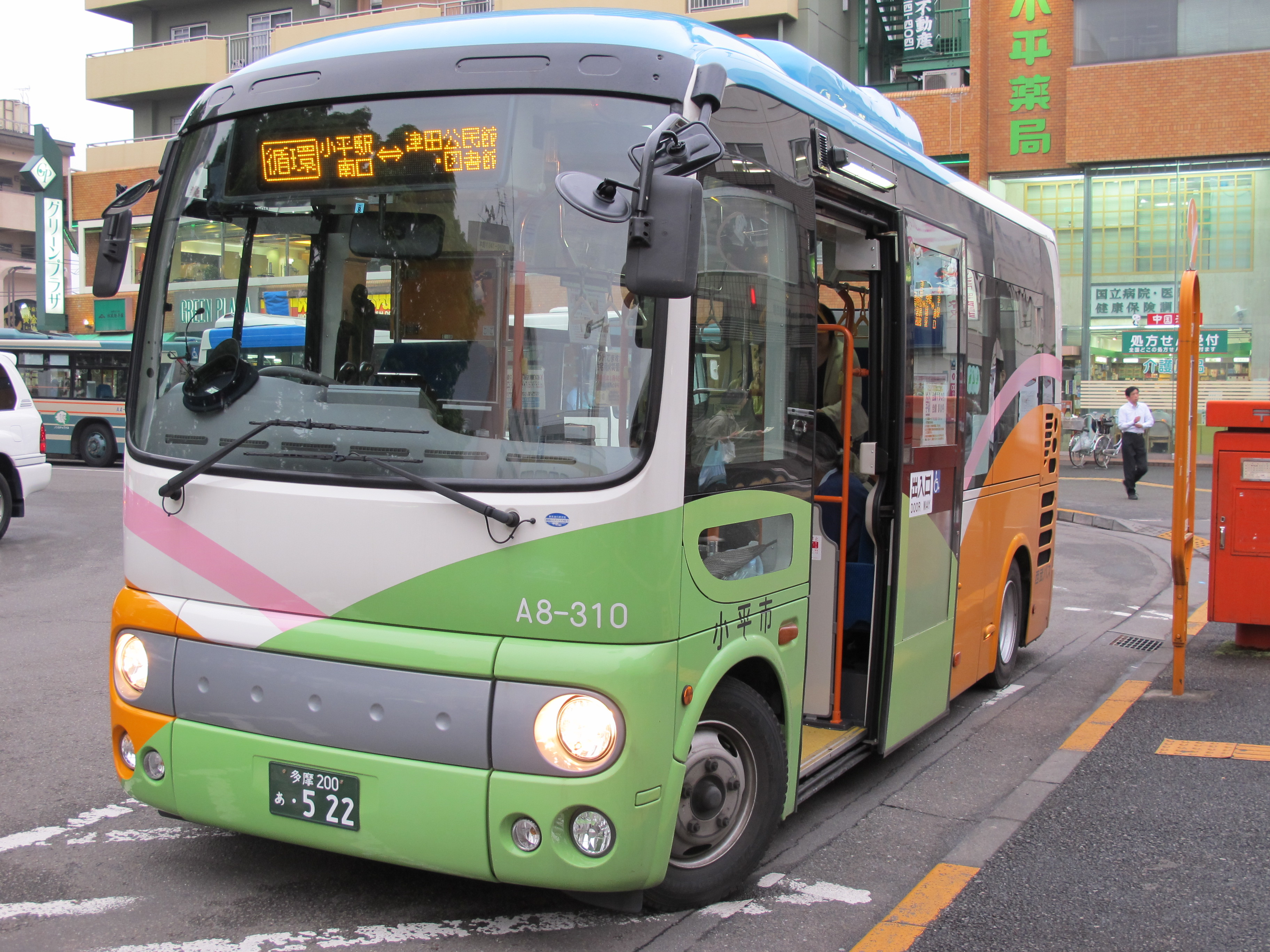
にじバス

  - 梅70 - 青梅街道上を花小金井駅[注釈 3] から青梅市まで運行、一部便は小平駅にも乗入れる。
- 西武バス（小平営業所・立川営業所・滝山営業所）
  - 市内に小平営業所が存在する。市内各駅に発着、武蔵小金井駅、東久留米駅、清瀬駅、久米川駅、国分寺駅、東大和市駅、立川駅、吉祥寺駅などに路線。
- 立川バス（上水営業所）
  - 国分寺駅から小平団地を経て花小金井駅、昭和病院、大沼団地への路線。立川駅から小平西高校を経て武蔵野美術大学までの路線。
- 関東バス（武蔵野営業所）
  - 花小金井駅から多摩六都科学館（運行休止中）、武蔵境駅へ。また、西東京市のコミュニティバス・はなバスが田無駅から芝久保または六都科学館を経て花小金井駅に乗り入れる。
- 京王バス（小金井営業所・府中営業所・府中営業所小金井支所）
  - 小平団地から武蔵小金井駅、国分寺駅、多摩総合医療センター方面
- 銀河鉄道
  - 小平駅南口からあかしあ通り・中央大学付属高等学校および東京学芸大学（サレジオ小中学校）を経由し、国分寺駅北口までの路線を運行。また、新小平駅から東村山市の私立中学・高校への路線もあるが2014年3月より運休中。

#### コミュニティバス
- 小平市コミュニティバス『にじバス』（西武バスに運行委託）

### コミュニティタクシー
- 小平市コミュニティタクシー

### 道路
- 一般国道はなし
- 都道
  - 東京都道5号新宿青梅線（青梅街道, 新青梅街道）
  - 東京都道7号杉並あきる野線（五日市街道）

将来、新五日市街道がバイパスとして整備される予定。他にも新青梅街道・新五日市街道・五日市街道のいずれかに並行する形で、地域高規格道路の多摩新宿線が通るルート構想があるが、具体化していない。
- その他都道
  - 東京都道15号府中清瀬線（小金井街道）
  - 東京都道16号立川所沢線（府中街道の小川町西交差点以北と立川通り。小川町西と小平上宿交差点間は都道5号青梅街道と重複）
  - 東京都道17号所沢府中線（府中街道、小川町西交差点以北は都道16号と重複）
  - 東京都道131号小川停車場線（小川駅前通り）
  - 東京都道132号小川山田無線（鈴木街道）
  - 東京都道133号小川山府中線（国分寺街道）
  - 東京都道134号恋ヶ窪新田三鷹線（連雀通り）
  - 東京都道144号中島十番線（村山街道）
  - 東京都道227号小平停車場野中新田線（東京街道）
  - 東京都道230号小平停車場小川新田線（小平駅西通り）
  - 東京都道248号府中小平線（新小金井街道）
  - 東京都道253号保谷狭山自然公園自転車道線（多摩湖自転車歩行者道）

## 観光

### 文化財
2020年現在、市内には国の指定文化財が2件、都の指定文化財が2件、市の指定文化財が19件存在する。
国
- 小金井（サクラ）：名勝
- 玉川上水：史跡

都
- 小川家文書：有形文化財
- 鈴木遺跡：史跡

市
- 小川九郎兵衛墓：史跡
- 武蔵野乃一本榎跡：史跡
- 小平市八小遺跡：史跡

ほか

### 名所・旧跡
- 小平神明宮
- 熊野宮
- 小川寺（しょうせんじ）
- 野火止用水

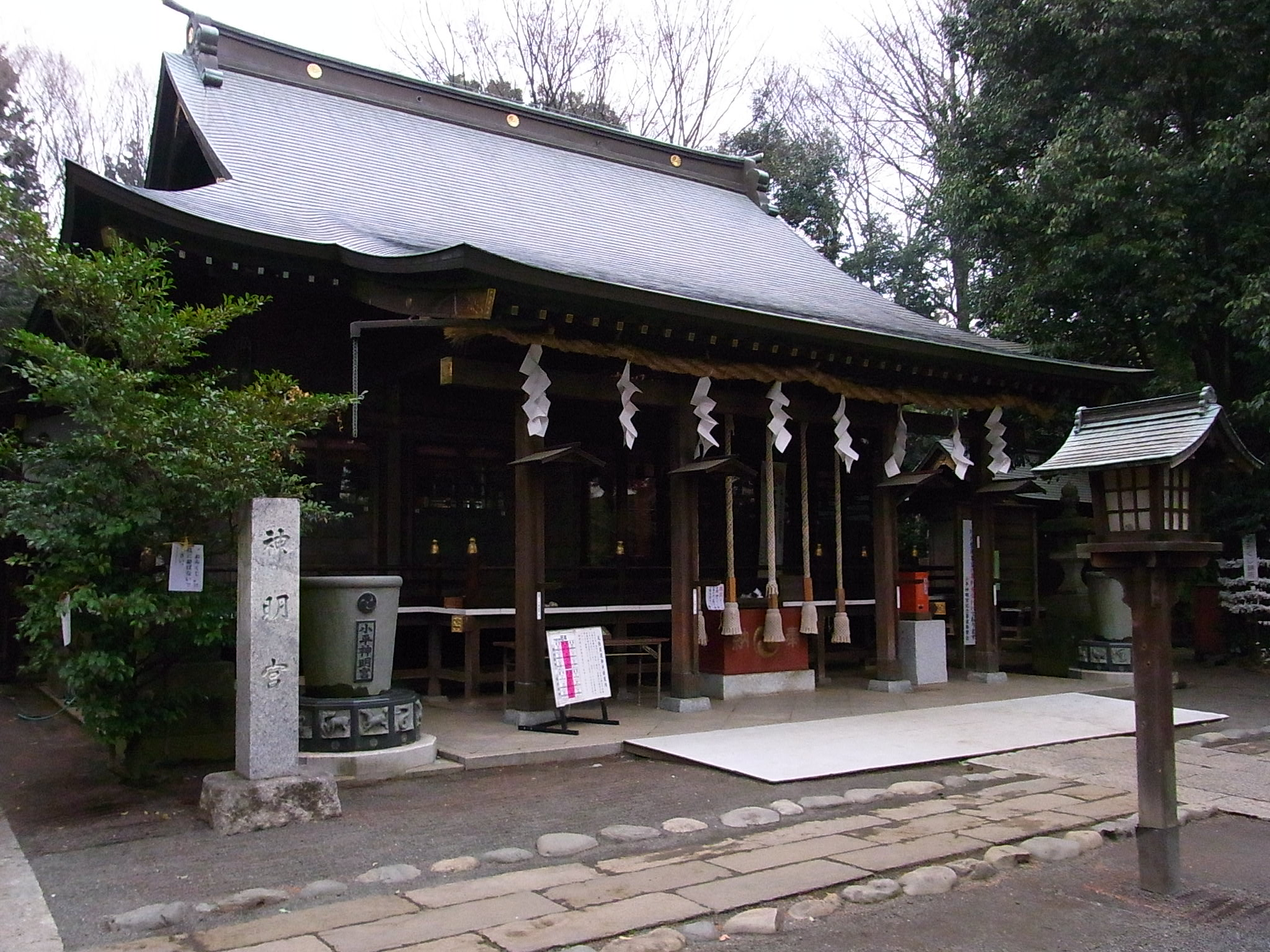
小平神明宮（2010年3月1日撮影）
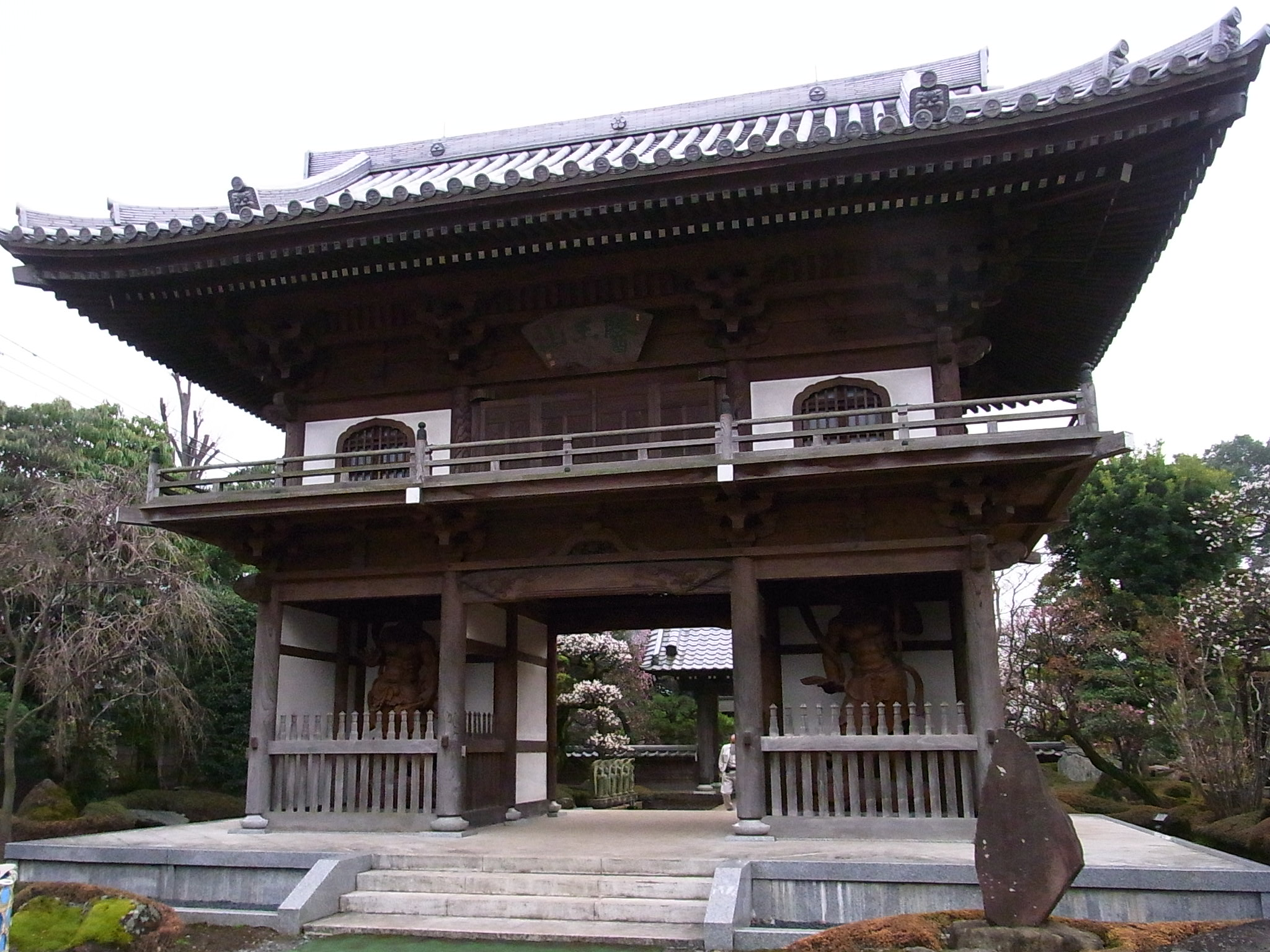
小川寺 山門（2010年3月1日撮影）

### その他
- FC東京小平グランド
  - GAS MUSEUMと、新青梅街道を挟んで向かい合っている。
- 「九道の辻」。東村山市との境にある八坂交差点のこと。かつては9本の道が交差していた。現在は7本となっている。
- 市内には丸ポスト（丸型ポスト）が多く残っていることで知られてきたが、2007年の調査により29本が確認され[注釈 4]、2008年4月14日には運用されていなかった小平ふるさと村の前のものが復活し計30本となった[23]。同年、都内最多として「丸いポストのまち」を宣言した[24]。

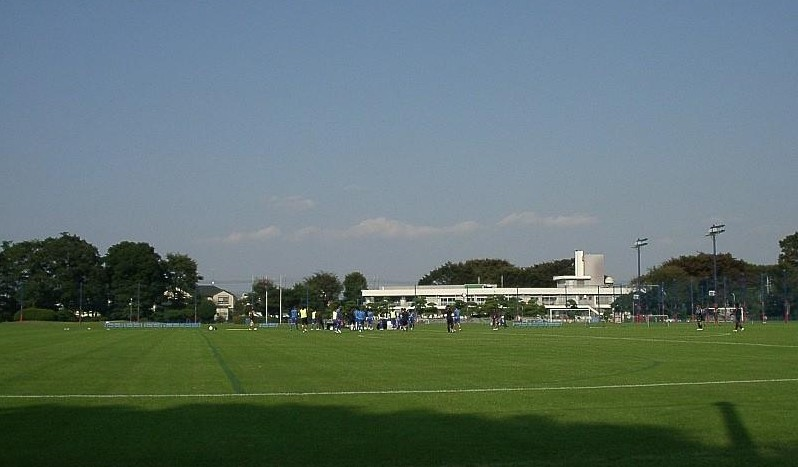
FC東京小平グランド

### 祭・イベント
- 江藤俊哉コンクール（8月）
- 小平市民まつり（10月）
- グリーンロード秋の収穫祭（11月）
- 小平産業まつり（11月）

### 名物
- 丸ポスト銘茶
- 特産品のブルーベリーを使った菓子
  - 武蔵野ケーキ
  - こだいらの夢ちゃん - ソフトケーキ。
  - 菓夢果夢 - クリームサンド。
- 市の鳥「コゲラ」を由来とする菓子

　こげらまんじゅう（栗入り）

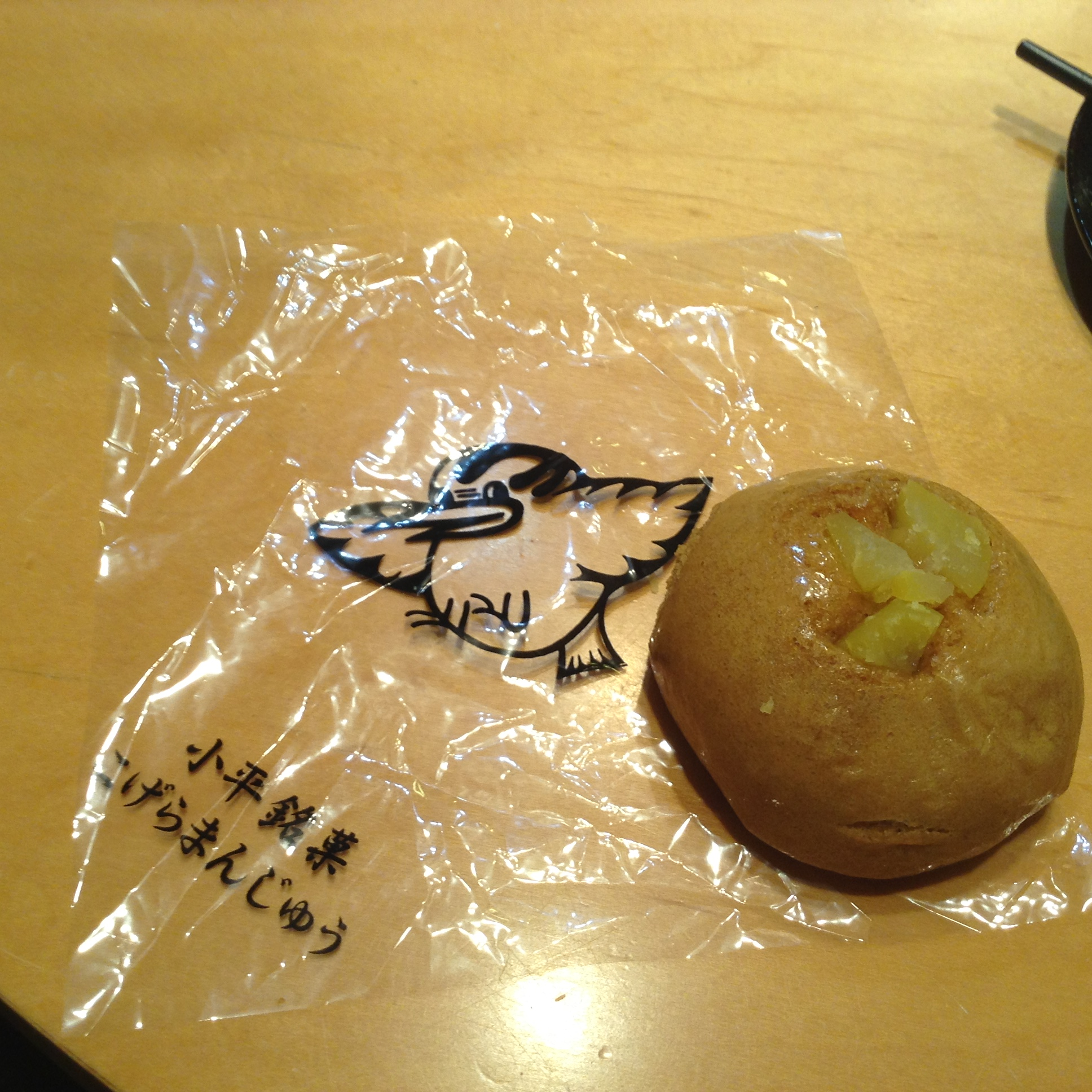
コゲラまんじゅう

- こげらまんじゅう - 栗入りとなしがある。地元では「こげまん」と略される。[要出典]
- コゲラ - 「ひよ子」タイプのお菓子。
- こげらサブレー - 定番のお菓子。なつかしい味わい。地元では「こげサブ」と略される。[要出典]
- 酒
  - 小平エール - 特産品のブルーベリーを使った地ビール。（分類上は発泡酒）爽やかな香りは秀逸という評もある。
  - 小平葡萄浪漫 - ワイン
  - 小平の香り - 樽酒
- 糧うどん - 「かてうどん」と読む。温野菜が具に入ったヘルシーなうどん。地元ではカツ丼のように勝負事の前に食べる習慣がある。[要出典]
- プリン - 小平の洋菓子職人らが結成した「こだいらプリン匠の会」により、個性的なプリンの数々が販売されている。[要出典]

### マスコットキャラクター
・ぶるべー
・こげらん

## スポーツチーム
- FC東京 - 大沼町にクラブハウスと練習グランドを持つ。
- ブリヂストンレッドアローズ - 小川東町に練習グランドを持つ。

### かつてゆかりのあったスポーツチーム
- 日立製作所本社サッカー部 - 現在の柏レイソル。1985年に柏市へと移転するまでの40年以上の期間、小平市を本拠として活動していた。
- 日立ベルフィーユ - 日本リーグ時代に隆盛を極めていたバレーボールチーム。2001年に廃部。練習場の体育館が桜橋付近（喜平町）にあったが、現在は老人ホームになっている。

## ゆかりの人物
出身者や市民、元市民の人物。五十音順。

### 歴史上の人物
- 小川九郎兵衛 - 郷士。江戸初期に小平を開拓した人物。
- 宮川みよ - 新選組局長の近藤勇の実母。廻り田新田（現小平市回田町）出身。

### 文化
- 新井紀子 - 数学者、国立情報学研究所教授。
- 上田初美 - 将棋女流棋士。小平市観光まちづくり大使。
- 川合勇太郎 - 青森県出身の民俗学者。晩年を小平市で過ごした。
- 斎藤素巌 - 彫刻家。晩年、小平市で暮らしていた。
- 椎名誠 - 作家、エッセイスト。居住歴あり。『岳物語』他の作品に小平市が登場する。
- 萩原慎一郎 - 歌人。『歌集 滑走路』の作者。
- 平櫛田中 - 彫刻家。岡山県出身で晩年を小平で過ごした。文化勲章受章（1962年）、小平市名誉市民（1972年）。邸宅跡（学園西町）は小平市平櫛田中彫刻美術館として公開されている。
- 枡野浩一 - 歌人、エッセイスト。第四中学校卒。
- 見沢知廉 - 作家、元新左翼活動家、元新右翼活動家。花小金井南町一丁目に個人オフィスを置いていた時期がある（新潮文庫『囚人狂時代』後書きに明記）。
- 湯浅誠 - 作家、社会活動家、反貧困ネットワーク事務局長、元内閣府参与。
- 小平小平（こだいら・しょうへい） - 漫画家、出生地・出身地・在住地が小平市。

### 音楽
- あべまえば - シンガーソングライター。上水中学校卒。
- 桜井誠 - Dragon Ash、endiveのメンバー。第十四小学校卒。
- 清水宏次朗 - 歌手、俳優。第三中学校卒。
- 萩原健也 - ギタリスト。テレビ出演時に小平市在住とされていたことがある。
- 真島昌利 - THE BLUE HEARTS、THE HIGH-LOWS、ザ・クロマニヨンズのギタリスト。第三中学校卒。
- 松島詩子（1905年5月12日 - 1996年11月19日） - 歌手。山口県出身で、昭和20年代から小平町に居住し、逝去時は学園西町に住んでいた。代表曲に『マロニエの木蔭』などがある。NHK紅白歌合戦に第1回から合計10回出場。1978年勲四等瑞宝章受章。1980年「小平母の会」初代会長就任（~1992年）。墓所は小平霊園。

### 芸能・マスコミ
- あわつまい - 女優。ファッションモデル。
- 伊藤智博 - お笑い芸人。LLRのツッコミ担当。
- 入江慎也 - 元お笑い芸人。元カラテカ のツッコミ担当。
- 鳳真由 - 元宝塚歌劇団花組男役。小平市観光まちづくり大使。
- 小栗旬 - 俳優。第三小学校、上水中学校卒。
- 恩田千佐子 - 中京テレビ放送アナウンサー。
- 加藤憲 - お笑い芸人、リングアナウンサー。元エレファントジョンのツッコミ担当。
- カンカン - お笑い芸人。花小金井に居住歴あり。
- 岸谷五朗 - 俳優。東京都立小平高等学校卒。中島町他に居住歴あり。
- 小林顕作 - 俳優・声優。小平市観光まちづくり大使。
- 三瓶 - お笑い芸人。居住歴あり。
- 三遊亭小圓右 - 落語家。
- 島村千草 - 女優。ファッションモデル。
- たかし - お笑い芸人。トレンディエンジェル。
- 辻谷耕史 - 声優。
- 浜崎陽介 - お笑い芸人。ザ・パンチのボケ担当。
- 林家たい平 - 落語家。武蔵野美術大学卒。居住歴あり。
- 東真司 - 元俳優。演出家。
- 柳原可奈子 - お笑い芸人。東京都立小平高等学校卒。
- 山藤美智 -WOWOWアナウンサー。

### スポーツ
- 土肥幹太 - サッカー選手（FC東京）。第二小学校卒。
- 阿部拓馬 - サッカー選手（FC琉球）。第六中学校卒。
- 大林素子 - 元バレーボール選手。学生時まで萩山団地に居住。第二中学校卒。小平市観光まちづくり大使。
- 加部未蘭 - フットサル選手、元サッカー選手。
- 栗山英樹 - 野球日本代表監督 元北海道日本ハムファイターズ監督。元プロ野球選手（ヤクルト）。第二中学校卒。
- 小島心二郎 - 元プロ野球選手。オリックス・バファローズ。
- 原英史 - 元プロ野球選手。ヤクルトスワローズ。
- 駒武蔵（本名 田中博) - 元大相撲力士（放駒部屋）。十一小学校、第六中学校卒。
- 瀬間詠里花 - テニス選手。
- 瀬間友里加 - 元テニス選手。学園東小卒。出身地は練馬区。
- 中田久美 - 元バレーボール選手。第四中学校卒。
- 中野渡進 - 元プロ野球選手。
- 中村憲剛 - 元サッカー選手（川崎フロンターレ、元日本代表）。
- 長峯かおり - 元女子サッカー選手。サッカー指導者。
- 長谷川宙輝 - プロ野球選手。東京ヤクルトスワローズ所属。
- 村上茉愛 - 体操選手。第三小学校卒。東京オリンピック体操 銅メダリスト。
- 森村昂太 - 元サッカー選手（FC町田ゼルビア）、サッカー指導者。
- 坂口祥尉 - 元サッカー選手（東京23フットボールクラブ）。
- 吉本一謙 - 元サッカー選手（FC東京）、小平市観光まちづくり大使、小平市教育委員。
- 米倉加奈子 - バドミントン選手。ヨネックス所属。

### 政治
- 五十嵐文彦 - 元衆議院議員、財務副大臣。
- 川田龍平 - 参議院議員、薬害エイズ事件原告。
- 神山好市 - 元中野区長、元中野区職員。
- 小林正則 - 元小平市長、元小平市議会議員、元東京都議会議員。
- 小林洋子 - 小平市長、元小平市議会議員。
- 細田義安 - 元衆議院議員、元東京都総務局長、財務局長、主税局長。
- 小川順之助 - 元満州国大連市長。小平を開拓した小川家の子孫。

### フィクション
- 細貝さん - 日本エレキテル連合のコントに登場する初老の紳士。ふるさとは湯布院であるが現在は小平市に居住。人間型器具「未亡人朱美ちゃん3号」を購入するが故障。なお「いいじゃ、ないの」という有名なセリフはイントネーションが特徴的であるが、小平市のものでも湯布院町のものでもない。

## ゆかりの作品
- 映画『滑走路』(2020年、KADOKAWA) - 生前、小平市に在住していた歌人・萩原慎一郎と歌集 滑走路をモチーフとした映画。
- サインはV - バレーボールチーム「日立武蔵」が劇中のチーム「立木大和」のモデルとなった。
- ケロロ軍曹 - 作品中に、市内を思わせる施設、場所が登場する（5巻45話）。小平ふるさと村、小金井公園（作品中は大金井公園として登場）、多摩湖自転車道路、丸ポスト、用水路。
- ワル - 真樹日佐夫原作・影丸穣也作画による漫画。第1巻に「鷹の台高校」の文面及び鷹の台駅（少年マガジン掲載当時の鷹の台駅）の画面がある。
- フォー・スピリッツ - 舞台となる高校は「小平南高等学校」である。作品中の「希望の犬」は、実際は「希望の人」。
- セクシーコマンドー外伝 すごいよ!!マサルさん - うすた京介の漫画作品。市内にある地名「花小金井」市内にあるスーパー「西友」などの表記が見られる。

## 市外局番（NTT）
- 1998年4月29日、市内のNTT国分寺MA区域で、市外局番の3桁化実施。0423-XX-XXXX → 042-3XX-XXXX となる。
- 2006年4月29日、市内のNTT武蔵野三鷹MA区域（鈴木町2丁目、花小金井、花小金井南町）で、市外局番の3桁化実施。0424-XX-XXXX → 042-4XX-XXXX　となる（ちなみに、0424と同じ武蔵野三鷹MA区域である 0422 は変更無し）。
- 以上により、市外局番は市内全域において見かけ上042に統一されたが、国分寺MAと武蔵野三鷹MAの両MA間の通話には市外局番が必要である。
- 天気情報サービスの番号は国分寺MA区域、武蔵野三鷹MA区域ともに「042-177」で、気象庁予報部発表（東京都心部と同一）のものが流れる。

## 公式ウェブサイト
小平市がウェブサイト「こだいらホームページ」を開設したのは1996年12月。官公庁の独自ドメインではなく、日立グループ系の「http://www.netspace.or.jp/」の下にサイトを開設していた。2001年4月20日以降のドメインは「https://www.city.kodaira.tokyo.jp/」である。